# Hampstead (Nou Hampshire)
Hampstead és una població dels Estats Units a l'estat de Nou Hampshire. Segons el cens del 2007 tenia 8.919 habitants.

## Demografia
Segons el cens del 2000, Hampstead tenia 8.297 habitants, 3.044 habitatges, i 2.279 famílies. La densitat de població era de 240,5 habitants per km².
Dels 3.044 habitatges en un 41,1% hi vivien nens de menys de 18 anys, en un 66,2% hi vivien parelles casades, en un 6% dones solteres, i en un 25,1% no eren unitats familiars. En el 20,7% dels habitatges hi vivien persones soles el 6,1% de les quals corresponia a persones de 65 anys o més que vivien soles. El nombre mitjà de persones vivint en cada habitatge era de 2,72 i el nombre mitjà de persones que vivien en cada família era de 3,19.
Per edats la població es repartia de la següent manera: un 28,9% tenia menys de 18 anys, un 5,1% entre 18 i 24, un 31% entre 25 i 44, un 25,6% de 45 a 60 i un 9,3% 65 anys o més.
L'edat mediana era de 38 anys. Per cada 100 dones de 18 o més anys hi havia 95,7 homes.
La renda mediana per habitatge era de 68.533$ i la renda mediana per família de 79.114$. Els homes tenien una renda mediana de 56.625$ mentre que les dones 31.449$. La renda per capita de la població era de 29.195$. Entorn del 2,4% de les famílies i el 3,8% de la població estaven per davall del llindar de pobresa.